# Morigerati
Morigerati – miejscowość i gmina we Włoszech, w regionie Kampania, w prowincji Salerno.
Według danych na rok 2004 gminę zamieszkiwało 780 osób, 37,1 os./km².